# Nagy-Britannia az 1980. évi nyári olimpiai játékokon
Nagy-Britannia a szovjetunióbeli Moszkvában megrendezett 1980. évi nyári olimpiai játékok egyik részt vevő nemzete volt. Az országot az olimpián 14 sportágban 219 sportoló képviselte, akik összesen 21 érmet szereztek. Nagy-Britannia az olimpiai zászló alatt vett részt a játékokon.

## Érmesek
| Érem  | Versenyző | Sportág   | Versenyszám                    |
| ----- | --- | --------- | ------------------------------ |
| Arany | Allan Wells | Atlétika  | Férfi 100 m                    |
| Arany | Steve Ovett | Atlétika  | Férfi 800 m                    |
| Arany | Sebastian Coe | Atlétika  | Férfi 1500 m                   |
| Arany | Daley Thompson | Atlétika  | Férfi tízpróba                 |
| Arany | Duncan Goodhew | Úszás     | Férfi 100 m mell               |
| Ezüst | Allan Wells | Atlétika  | Férfi 200 m                    |
| Ezüst | Sebastian Coe | Atlétika  | Férfi 800 m                    |
| Ezüst | Neil Adams | Cselgáncs | Férfi könnyűsúly               |
| Ezüst | Duncan McDougall Allan Whitwell Henry Clay Chris Mahoney Andrew Justice John Pritchard Malcolm McGowan Richard Stanhope Colin, Lord Moynihan | Evezés    | Férfi nyolcas                  |
| Ezüst | Philip Hubble | Úszás     | Férfi 200 m pillangó           |
| Ezüst | Sharron Davies | Úszás     | Női 400 m vegyes               |
| Ezüst | Helen Jameson Maggie Kelly-Hohmann Ann Osgerby June Croft                                                                                    | Úszás     | Női 4 × 100 m vegyes váltó     |
| Bronz | Steve Ovett | Atlétika  | Férfi 1500 m                   |
| Bronz | Gary Oakes | Atlétika  | Férfi 400 m gát                |
| Bronz | Heather Hunte-Oakes Kathy Smallwood-Cook Bev Goddard-Callender Sonia Lannaman                                                                | Atlétika  | Női 4 × 100 m váltó            |
| Bronz | Linsey MacDonald Michelle Probert-Scutt Joslyn Hoyte-Smith Donna Murray-Hartley                                                              | Atlétika  | Női 4 × 400 m váltó            |
| Bronz | Arthur Mapp | Cselgáncs | Férfi nyílt                    |
| Bronz | Charles Wiggin Malcolm Carmichael | Evezés    | Férfi kormányos nélküli kettes |
| Bronz | John Beattie Ian McNuff David Townsend Martin Cross                                                                                          | Evezés    | Férfi kormányos nélküli négyes |
| Bronz | Tony Willis | Ökölvívás | Kisváltósúly                   |
| Bronz | Gary Abraham Duncan Goodhew David Lowe Martin Smith Paul Marshall Mark Taylor                                                                | Úszás     | Férfi 4 × 100 m vegyes váltó   |

## Atlétika
Férfi
| Versenyző                                              | Versenyszám     | Előfutam | Előfutam | Előfutam | Negyeddöntő | Negyeddöntő | Negyeddöntő | Elődöntő | Elődöntő | Elődöntő | Döntő         | Döntő         |
| Versenyző                                              | Versenyszám     | Idő      | Hely.    | Össz.    | Idő         | Hely.       | Össz.       | Idő      | Hely.    | Össz.    | Idő           | Helyezés      |
| ------------------------------------------------------ | --------------- | -------- | -------- | -------- | ----------- | ----------- | ----------- | -------- | -------- | -------- | ------------- | ------------- |
| Drew McMaster                                          | 100 m           | 10,43    | 3.       | 16.*     | 10,42       | 6.          | 21.         | kiesett  | kiesett  | kiesett  | kiesett       | kiesett       |
| Allan Wells                                            | 100 m           | 10,35    | 1.       | 6.*      | 10,11       | 1.          | 1.          | 10,27    | 1.       | 1.       | 10,25         |               |
| Allan Wells                                            | 200 m           | 21,57    | 2.       | 25.      | 20,59       | 1.          | 1.          | 20,75    | 4.       | 4.*      | 20,21         |               |
| Cameron Sharp                                          | 100 m           | 10,38    | 2.       | 10.*     | 10,38       | 4.          | 18.         | 10,60    | 7.*      | 15.*     | kiesett       | kiesett       |
| Cameron Sharp                                          | 200 m           | 21,51    | 1.       | 22.      | 21,16       | 4.          | 20.         | 21,24    | 8.       | 16.      | kiesett       | kiesett       |
| Mike McFarlane                                         | 200 m           | 21,43    | 4.       | 19.      | 21,33       | 6.          | 26.         | kiesett  | kiesett  | kiesett  | kiesett       | kiesett       |
| David Jenkins                                          | 400 m           | 46,67    | 1.       | 6.       | 45,99       | 1.          | 7.          | 45,59    | 3.       | 4.       | 45,56         | 7.            |
| Alan Bell                                              | 400 m           | 47,38    | 4.       | 18.      | 46,17       | 4.          | 10.         | 48,50    | 8.       | 16.      | kiesett       | kiesett       |
| Glen Cohen                                             | 400 m           | 48,35    | 4.       | 34.      | 47,35       | 7.          | 27.         | kiesett  | kiesett  | kiesett  | kiesett       | kiesett       |
| Dave Warren                                            | 800 m           | 1:49,9   | 2.       | 22.*     |             |             |             | 1:47,12  | 2.       | 7.       | 1:49,25       | 8.            |
| Steve Ovett                                            | 800 m           | 1:49,39  | 1.       | 16.      |             |             |             | 1:46,55  | 1.       | 2.       | 1:45,40       |               |
| Steve Ovett                                            | 1500 m          | 3:36,80  | 1.       | 1.       |             |             |             | 3:43,09  | 1.       | 9.       | 3:38,99       |               |
| Sebastian Coe                                          | 800 m           | 1:48,44  | 1.       | 9.       |             |             |             | 1:46,61  | 1.       | 3.       | 1:45,85       |               |
| Sebastian Coe                                          | 1500 m          | 3:40,05  | 2.       | 7.       |             |             |             | 3:39,34  | 1.       | 1.       | 3:38,40       |               |
| Steve Cram                                             | 1500 m          | 3:44,06  | 4.       | 16.      |             |             |             | 3:43,55  | 4.       | 12.      | 3:41,98       | 8.            |
| Nick Rose                                              | 5000 m          | 13:44,65 | 3.       | 10.      |             |             |             | 13:40,55 | 5.       | 14.      | kiesett       | kiesett       |
| Dave Moorcroft                                         | 5000 m          | 13:43,96 | 5.       | 7.       |             |             |             | 13:58,13 | 9.       | 20.      | kiesett       | kiesett       |
| Barry Smith                                            | 5000 m          | 13:46,28 | 7.       | 21.      |             |             |             | 13:36,66 | 9.       | 9.       | kiesett       | kiesett       |
| Brendan Foster                                         | 10 000 m        | 28:55,15 | 3.       | 7.       |             |             |             |          |          |          | 28:22,54      | 11.           |
| Mike McLeod                                            | 10 000 m        | 28:57,27 | 2.       | 9.       |             |             |             |          |          |          | 28:40,78      | 12.           |
| Geoff Smith                                            | 10 000 m        | 30:00,1  | 7.       | 25.      |             |             |             |          |          |          | kiesett       | kiesett       |
| Dave Black                                             | Maraton         |          |          |          |             |             |             |          |          |          | nem ért célba | nem ért célba |
| Bernie Ford                                            | Maraton         |          |          |          |             |             |             |          |          |          | nem ért célba | nem ért célba |
| Ian Thompson                                           | Maraton         |          |          |          |             |             |             |          |          |          | nem ért célba | nem ért célba |
| Mark Holtom                                            | 110 m gát       | 13,83    | 3.       | 7.       |             |             |             | 13,94    | 5.       | 11.      | kiesett       | kiesett       |
| Wilbert Greaves                                        | 110 m gát       | 13,85    | 4.       | 10.      |             |             |             | 13,98    | 6.       | 1.       | kiesett       | kiesett       |
| Gary Oakes                                             | 400 m gát       | 50,39    | 3.       | 9.       |             |             |             | 50,07    | 3.       | 3.       | 49,11         |               |
| Roger Hackney                                          | 3000 m akadály  | 8:36,34  | 5.       | 16.      |             |             |             | 8:29,18  | 7.       | 13.      | kiesett       | kiesett       |
| Colin Reitz                                            | 3000 m akadály  | 8:35,21  | 4.       | 12.      |             |             |             | 8:29,75  | 8.       | 15.      | kiesett       | kiesett       |
| Tony Staynings                                         | 3000 m akadály  | 8:47,42  | 8.       | 24.      |             |             |             | 8:52,30  | 11.      | 23.      | kiesett       | kiesett       |
| Roger Mills                                            | 20 km gyaloglás |          |          |          |             |             |             |          |          |          | 1:32:37,8     | 10.           |
| Ian Richards                                           | 50 km gyaloglás |          |          |          |             |             |             |          |          |          | 4:22:57       | 11.           |
| Mike McFarlane Allan Wells Cameron Sharp Drew McMaster | 4 × 100 m váltó | 39,20    | 3.       | 5.       |             |             |             |          |          |          | 38,62         | 4.            |
| Alan Bell Terry Whitehead Rod Milne Glen Cohen         | 4 × 400 m váltó | 3:05,9   | 2.       | 10.      |             |             |             |          |          |          | nem ért célba | nem ért célba |

| Versenyző      | Versenyszám   | Selejtező | Selejtező | Döntő    | Döntő    |
| Versenyző      | Versenyszám   | Eredmény  | Helyezés  | Eredmény | Helyezés |
| -------------- | ------------- | --------- | --------- | -------- | -------- |
| Mark Naylor    | Magasugrás    | 221 cm    | 1.        | 221 cm   | 9.       |
| Brian Hooper   | Rúdugrás      | 535 cm    | 10.       | 535 cm   | 11.      |
| Keith Connor   | Hármasugrás   | 16,57 m   | 6.*       | 16,87 m  | 4.       |
| Geoff Capes    | Súlylökés     | 19,75 m   | 8.        | 20,50 m  | 5.       |
| Chris Black    | Kalapácsvetés | 66,74 m   | 14.       | kiesett  | kiesett  |
| Paul Dickenson | Kalapácsvetés | 64,22 m   | 15.       | kiesett  | kiesett  |
| Dave Ottley    | Gerelyhajítás | 77,20 m   | 14.       | kiesett  | kiesett  |

| Versenyző          | Versenyszám | 100 m | 100 m | Távolugrás | Távolugrás | Súlylökés | Súlylökés | Magasugrás | Magasugrás | 400 m | 400 m | 110 m gát | 110 m gát | Diszkoszvetés | Diszkoszvetés | Rúdugrás | Rúdugrás | Gerelyhajítás | Gerelyhajítás | 1500 m | 1500 m | Végeredmény | Végeredmény |
| Versenyző          | Versenyszám | Idő   | Pont  | Eredmény   | Pont       | Eredmény  | Pont      | Eredmény   | Pont       | Idő   | Pont  | Idő       | Pont      | Eredmény      | Pont          | Eredmény | Pont     | Eredmény      | Pont          | Idő    | Pont   | Pont        | Helyezés    |
| ------------------ | ----------- | ----- | ----- | ---------- | ---------- | --------- | --------- | ---------- | ---------- | ----- | ----- | --------- | --------- | ------------- | ------------- | -------- | -------- | ------------- | ------------- | ------ | ------ | ----------- | ----------- |
| Daley Thompson     | Tízpróba    | 10,62 | 900   | 800 cm     | 1.020      | 15,18 m   | 799       | 208 cm     | 925        | 48,01 | 898   | 14,47     | 907       | 42,24 m       | 729           | 470 cm   | 981      | 64,16 m       | 811           | 4:39,9 | 525    | 8495        |             |
| Bradley McStravick | Tízpróba    | 10,97 | 812   | 674 cm     | 765        | 13,53 m   | 698       | 191 cm     | 779        | 48,80 | 860   | 15,23w    | 824       | 39,46 m       | 675           | 430 cm   | 884      | 57,98 m       | 736           | 4:31,0 | 583    | 7616        | 15.         |

Női
| Versenyző                                                                       | Versenyszám     | Előfutam | Előfutam | Előfutam | Negyeddöntő | Negyeddöntő | Negyeddöntő | Elődöntő | Elődöntő | Elődöntő | Döntő   | Döntő    |
| Versenyző                                                                       | Versenyszám     | Idő      | Hely.    | Össz.    | Idő         | Hely.       | Össz.       | Idő      | Hely.    | Össz.    | Idő     | Helyezés |
| ------------------------------------------------------------------------------- | --------------- | -------- | -------- | -------- | ----------- | ----------- | ----------- | -------- | -------- | -------- | ------- | -------- |
| Heather Hunte-Oakes                                                             | 100 m           | 11,40    | 3.       | 7.       | 11,25       | 3.          | 7.          | 11,36    | 4.       | 6.**     | 11,34   | 8.       |
| Kathy Smallwood-Cook                                                            | 100 m           | 11,37    | 2.       | 4.*      | 11,24       | 2.          | 6.          | 11,30    | 3.       | 5.       | 11,28   | 6.       |
| Kathy Smallwood-Cook                                                            | 200 m           | 23,15    | 2.       | 3.       | 22,95       | 1.          | 8.          | 22,65    | 3.       | 3.       | 22,61   | 5.       |
| Sonia Lannaman                                                                  | 100 m           | 11,58    | 3.       | 15.      | 11,20       | 2.          | 5.          | 11,38    | 5.       | 9.*      | kiesett | kiesett  |
| Sonia Lannaman                                                                  | 200 m           | 23,55    | 2.       | 15.*     | 22,84       | 3.          | 4.          | 22,82    | 4.       | 8.       | 22,80   | 8.       |
| Bev Goddard-Callender                                                           | 200 m           | 23,35    | 1.       | 6.*      | 22,97       | 3.          | 9.          | 22,73    | 4.       | 5.       | 22,72   | 6.       |
| Linsey MacDonald                                                                | 400 m           | 52,57    | 2.       | 16.*     |             |             |             | 51,60    | 4.       | 10.      | 52,40   | 8.       |
| Michelle Probert-Scutt                                                          | 400 m           | 52,16    | 3.       | 10.      |             |             |             | 51,89    | 5.       | 11.      | kiesett | kiesett  |
| Joslyn Hoyte-Smith                                                              | 400 m           | 52,24    | 1.       | 12.      |             |             |             | 51,47    | 6.       | 9.       | kiesett | kiesett  |
| Christina Boxer-Cahill                                                          | 800 m           | 2:02,06  | 4.       | 16.      |             |             |             | 2:00,89  | 8.       | 14.      | kiesett | kiesett  |
| Janet Marlow                                                                    | 1500 m          | 4:15,81  | 9.       | 18.      |             |             |             |          |          |          | kiesett | kiesett  |
| Shirley Strong                                                                  | 100 m gát       | 13,39    | 4.       | 13.      |             |             |             | 13,12    | 5.       | 9.       | kiesett | kiesett  |
| Lorna Boothe                                                                    | 100 m gát       | 13,86    | 6.       | 18.      |             |             |             | kiesett  | kiesett  | kiesett  | kiesett | kiesett  |
| Heather Hunte-Oakes Kathy Smallwood-Cook Bev Goddard-Callender Sonia Lannaman   | 4 × 100 m váltó |          |          |          |             |             |             |          |          |          | 42,43   |          |
| Linsey MacDonald Michelle Probert-Scutt Joslyn Hoyte-Smith Donna Murray-Hartley | 4 × 400 m váltó | 3:29,0   | 3.       | 4.       |             |             |             |          |          |          | 3:27,5  |          |

| Versenyző         | Versenyszám   | Selejtező | Selejtező | Döntő    | Döntő    |
| Versenyző         | Versenyszám   | Eredmény  | Helyezés  | Eredmény | Helyezés |
| ----------------- | ------------- | --------- | --------- | -------- | -------- |
| Louise Miller     | Magasugrás    | 188 cm    | 5.        | 185 cm   | 11.      |
| Sue Hearnshaw     | Távolugrás    | 666 cm    | 4.        | 650 cm   | 9.       |
| Sue Scott-Reeve   | Távolugrás    | 648 cm    | 11.       | 646 cm   | 10.      |
| Angela Littlewood | Súlylökés     |           |           | 17,53 m  | 13.      |
| Meg Ritchie       | Diszkoszvetés | 58,66 m   | 10.       | 61,16 m  | 9.       |
| Fatima Whitbread  | Gerelyhajítás | 49,74 m   | 18.       | kiesett  | kiesett  |
| Tessa Sanderson   | Gerelyhajítás | 48,76 m   | 19.       | kiesett  | kiesett  |

| Versenyző              | Versenyszám | 100 m gát | 100 m gát | Súlylökés | Súlylökés | Magasugrás | Magasugrás | Távolugrás | Távolugrás | 800 m  | 800 m | Végeredmény | Végeredmény |
| Versenyző              | Versenyszám | Idő       | Pont      | Eredmény  | Pont      | Eredmény   | Pont       | Eredmény   | Pont       | Idő    | Pont  | Pont        | Helyezés    |
| ---------------------- | ----------- | --------- | --------- | --------- | --------- | ---------- | ---------- | ---------- | ---------- | ------ | ----- | ----------- | ----------- |
| Judy Livermore-Simpson | Ötpróba     | 13,57     | 922       | 13,56 m   | 813       | 177 cm     | 1002       | 571 cm     | 842        | 2:25,3 | 725   | 4304        | 13.         |
| Sue Longden            | Ötpróba     | 14,10     | 853       | 11,47 m   | 686       | 174 cm     | 974        | 609 cm     | 926        | 2:19,6 | 795   | 4234        | 15.         |
| Yvette Wray            | Ötpróba     | 13,78     | 894       | 12,01 m   | 720       | 165 cm     | 885        | 560 cm     | 817        | 2:15,9 | 843   | 4159        | 16.         |

* - egy másik versenyzővel azonos eredményt ért el

** - két másik versenyzővel azonos eredményt ért el

## Birkózás
Szabadfogású
| Versenyző        | Versenyszám | 1. forduló                             | 2. forduló                                    | 3. forduló               | 4. forduló        | 5. forduló        | 6. forduló        | Döntő             | Helyezés    |
| Versenyző        | Versenyszám | Ellenfél Eredmény                      | Ellenfél Eredmény                             | Ellenfél Eredmény        | Ellenfél Eredmény | Ellenfél Eredmény | Ellenfél Eredmény | Ellenfél Eredmény | Helyezés    |
| ---------------- | ----------- | -------------------------------------- | --------------------------------------------- | ------------------------ | ----------------- | ----------------- | ----------------- | ----------------- | ----------- |
| Mark Dunbar      | 52 kg       | Nermedin Szelimov (BUL) · kétvállas    | Csang Dongnjong (Jang Dok-Ryong) (PRK) · 2–37 | kiesett                  | kiesett           | kiesett           | kiesett           | kiesett           | helyezetlen |
| Amrik Singh Gill | 57 kg       | Wiesław Kończak (POL) · 3–24           | Ri Hophjong (Li Ho-Pyong) (PRK) · kizárták    | kiesett                  | kiesett           | kiesett           |                   | kiesett           | helyezetlen |
| Brian Aspen      | 62 kg       | Georgios Khatziioannidis (GRE) · 10–17 | erőnyerő                                      | Aurel Şuteu (ROU) · 4–15 | kiesett           | kiesett           |                   | kiesett           | 7.          |
| Fitz Walker      | 74 kg       | Fehér István (HUN) · 6–25              | Pavel Pinyigin (URS) · kétvállas              | kiesett                  | kiesett           | kiesett           | kiesett           | kiesett           | helyezetlen |
| Keith Peache     | 90 kg       | Rafael Gómez (CUB) · kétvállas         | Ion Ivanov (ROU) · kétvállas                  | kiesett                  | kiesett           | kiesett           |                   | kiesett           | helyezetlen |
| Matthew Clempner | +100 kg     | Miguel Zambrano (PER) · 5–11           | Adam Sandurski (POL) · kétvállas              | kiesett                  | kiesett           |                   |                   | kiesett           | helyezetlen |

## Cselgáncs
| Versenyző          | Versenyszám  | Csoport | 32-es főtábla               | Nyolcaddöntő                   | Negyeddöntő                  | Elődöntő                      | Vigaszág negyeddöntő          | Vigaszág elődöntő         | Bronz- mérkőzés                    | Döntő                | Helyezés |
| Versenyző          | Versenyszám  | Csoport | Ellenfél Eredmény           | Ellenfél Eredmény              | Ellenfél Eredmény            | Ellenfél Eredmény             | Ellenfél Eredmény             | Ellenfél Eredmény         | Ellenfél Eredmény                  | Ellenfél Eredmény    | Helyezés |
| ------------------ | ------------ | ------- | --------------------------- | ------------------------------ | ---------------------------- | ----------------------------- | ----------------------------- | ------------------------- | ---------------------------------- | -------------------- | -------- |
| John Holliday      | Légsúly      | A       | Alberto Francini (SMR) · GY | Szpírosz Szpíru (CYP) · GY     | José Rodríguez (CUB) · V     |                               |                               | Samir El-Najjar (SYR) · V | Kincses Tibor (HUN) · V            |                      | 5.       |
| Raymond Neenan     | Harmatsúly   | A       | Franc Očko (YUG) · GY       | Sylvain Rabary (MAD) · GY      | Torsten Reißmann (GDR) · V   | kiesett                       |                               |                           |                                    |                      | 11.      |
| Neil Adams         | Könnyűsúly   | A       | Michael Picken (AUS) · GY   | Maurice Nkamden (CMR) · GY     | Edward Alkśnin (POL) · GY    | Karl-Heinz Lehmann (GDR) · GY |                               |                           |                                    | Ezio Gamba (ITA) · V |          |
| Christopher Bowles | Váltósúly    | A       | Philippe Simo (CMR) · GY    | Bernard Tchoullouyan (FRA) · V | kiesett                      | kiesett                       |                               |                           |                                    |                      | 12.      |
| Peter Donnelly     | Középsúly    | B       | Isaac Azcuy (CUB) · V       |                                |                              |                               | Donald Mukahatesho (ZAM) · GY | Detlef Ultsch (GDR) · V   | kiesett                            |                      | 7.       |
| Mark Chittenden    | Félnehézsúly | B       | Jaroslav Nikodým (TCH) · GY | John de Wet (ZIM) · GY         | Henk Numan (NED) · V         | kiesett                       |                               |                           |                                    |                      | 11.      |
| Paul Radburn       | Nehézsúly    | A       | erőnyerő                    | Mihai Cioc (ROU) · GY          | Jean Zinniker (SUI) · GY     | Angelo Parisi (FRA) · V       |                               |                           | Vladimír Kocman (TCH) · V          |                      | 6.       |
| Arthur Mapp        | Nyílt        | A       | Peter Adelaar (NED) · GY    | John de Wet (ZIM) · GY         | Dimitar Zaprjanov (BUL) · GY | Dietmar Lorenz (GDR) · V      |                               |                           | Dambajavyn Tsend–Ayuush (MGL) · GY |                      |          |

## Evezés
Férfi
| Versenyző | Versenyszám              | Előfutam | Előfutam | Vigaszág | Vigaszág | Elődöntő | Elődöntő | Döntő | Döntő   | Döntő | Helyezés |
| Versenyző | Versenyszám              | Idő      | Hely.    | Idő      | Hely.    | Idő      | Hely.    | Típus | Idő     | Hely. | Helyezés |
| --- | ------------------------ | -------- | -------- | -------- | -------- | -------- | -------- | ----- | ------- | ----- | -------- |
| Hugh Matheson | Egypárevezős             | 7:53,22  | 1.       | erőnyerő | erőnyerő | 7:21,05  | 3.       | A     | 7:20,28 | 6.    | 6.       |
| James Clark Chris Baillieu | Kétpárevezős             | 6:59,67  | 1.       | erőnyerő | erőnyerő |          |          | A     | 6:31,13 | 4.    | 4.       |
| Charles Wiggin Malcolm Carmichael | Kormányos nélküli kettes | 7:30,57  | 2.       | erőnyerő | erőnyerő | 6:51,47  | 2.       | A     | 6:51,47 | 3.    |          |
| James MacLeod Neil Christie David Webb | Kormányos kettes         | 7:42,39  | 4.       | 7:29,97  | 3.       |          |          | B     | 7:23,18 | 3.    | 9.       |
| John Beattie Ian McNuff David Townsend Martin Cross                                                                                          | Kormányos nélküli négyes | 6:32,16  | 4.       | 6:12,71  | 1.       |          |          | A     | 6:16,58 | 3.    |          |
| Leonard Robertson Gordon Rankine Colin Seymour John Roberts Alan Inns                                                                        | Kormányos négyes         | 6:52,57  | 2.       | 6:33,25  | 3.       |          |          | B     | 6:27,11 | 1.    | 7.       |
| Duncan McDougall Allan Whitwell Henry Clay Chris Mahoney Andrew Justice John Pritchard Malcolm McGowan Richard Stanhope Colin, Lord Moynihan | Nyolcas                  | 5:53,38  | 2.       | 5:49,35  | 2.       |          |          | A     | 5:51,92 | 2.    |          |

Női
| Versenyző | Versenyszám      | Előfutam | Előfutam | Vigaszág | Vigaszág | Elődöntő | Elődöntő | Döntő   | Döntő   | Döntő   | Helyezés |
| Versenyző | Versenyszám      | Idő      | Hely.    | Idő      | Hely.    | Idő      | Hely.    | Típus   | Idő     | Hely.   | Helyezés |
| --- | ---------------- | -------- | -------- | -------- | -------- | -------- | -------- | ------- | ------- | ------- | -------- |
| Beryl Mitchell | Egypárevezős     | 4:05,72  | 1.       | erőnyerő | erőnyerő | 3:45,88  | 2.       | A       | 3:49,71 | 5.      | 5.       |
| Sue Handscombe Astrid Ayling                                                                                                | Kétpárevezős     | 3:39,27  | 2.       | 3:33,32  | 5.       |          |          | kiesett | kiesett | kiesett | 7.       |
| Pauline Janson Bridget Buckley Pauline Bird-Hart Jane Cross Sue Brown                                                       | Kormányos négyes | 3:48,13  | 3.       | 3:35,85  | 4.       |          |          | kiesett | kiesett | kiesett | 6.       |
| Gill Hodges Joanna Toch Penny Sweet Linda Clark Elizabeth Paton Rosemary Clugston Nicola Boyes Beverly Jones Pauline Wright | Nyolcas          | 3:18,18  | 2.       | 3:15,77  | 3.       |          |          | A       | 3:13,85 | 5.      | 5.       |

## Íjászat
| Versenyző         | Versenyszám  | 1. forduló | 1. forduló | 2. forduló | 2. forduló | Összesítés | Összesítés |
| Versenyző         | Versenyszám  | Pont       | Hely.      | Pont       | Hely.      | Pont       | Helyezés   |
| ----------------- | ------------ | ---------- | ---------- | ---------- | ---------- | ---------- | ---------- |
| Mark Blenkarne    | Férfi egyéni | 1224       | 2.         | 1222       | 6.         | 2446       | 4.         |
| Dennis Savory     | Férfi egyéni | 1220       | 4.         | 1187       | 16.        | 2407       | 13.        |
| Gillian Patterson | Női egyéni   | 1114       | 19.        | 1102       | 23.        | 2216       | 22.        |
| Christine Harris  | Női egyéni   | 1087       | 24.        | 1100       | 25.        | 2187       | 25.        |

## Kajak-kenu
Férfi
| Versenyző                                               | Versenyszám         | Előfutam | Előfutam | Előfutam | Vigaszág | Vigaszág | Vigaszág | Elődöntő | Elődöntő | Elődöntő | Döntő   | Döntő    |
| Versenyző                                               | Versenyszám         | Idő      | Hely.    | Össz.    | Idő      | Hely.    | Össz.    | Idő      | Hely.    | Össz.    | Idő     | Helyezés |
| ------------------------------------------------------- | ------------------- | -------- | -------- | -------- | -------- | -------- | -------- | -------- | -------- | -------- | ------- | -------- |
| Grayson Bourne                                          | Kajak egyes 500 m   | 1:51,80  | 6.       | 16.      | 1:47,39  | 1.       | 1.       | 1:48,34  | 4.       | 12.      | kiesett | kiesett  |
| Doug Parnham                                            | Kajak egyes 1000 m  | 3:54,58  | 6.       | 16.      | 4:06,96  | 6.       | 11.      | kiesett  | kiesett  | kiesett  | kiesett | kiesett  |
| Christopher Ballard Neil Robson                         | Kajak kettes 500 m  | 1:40,33  | 7.       | 17.      | 1:39,95  | 3.       | 6.       | 1:41,37  | 5.       | 15.      | kiesett | kiesett  |
| Christopher Ballard Neil Robson                         | Kajak kettes 1000 m | 3:28,37  | 3.       | 6.       | erőnyerő | erőnyerő | erőnyerő | 3:40,31  | 4.       | 12.      | kiesett | kiesett  |
| Stephen Brown Doug Parnham Alan Williams Steven Hancock | Kajak négyes 1000 m | 3:10,18  | 7.       | 9.       | 3:13,41  | 4.       | 4.       |          |          |          | kiesett | kiesett  |
| Willie Reichenstein                                     | Kenu egyes 500 m    | 2:09,37  | 5.       | 11.      | 2:09,86  | 5.       | 5.       |          |          |          | kiesett | kiesett  |
| Willie Reichenstein                                     | Kenu egyes 1000 m   | 4:28,18  | 6.       | 11.      | 4:29,72  | 5.       | 5.       |          |          |          | kiesett | kiesett  |

Női
| Versenyző                                                     | Versenyszám        | Előfutam | Előfutam | Előfutam | Vigaszág | Vigaszág | Vigaszág | Döntő   | Döntő    |
| Versenyző                                                     | Versenyszám        | Idő      | Hely.    | Össz.    | Idő      | Hely.    | Össz.    | Idő     | Helyezés |
| ------------------------------------------------------------- | ------------------ | -------- | -------- | -------- | -------- | -------- | -------- | ------- | -------- |
| Lucy Perrett                                                  | Kajak egyes 500 m  | 2:03,09  | 5.       | 9.       | 2:03,73  | 2.       | 2.       | 2:04,89 | 9.       |
| Frances Wetherall Lesley Smither Alan Williams Steven Hancock | Kajak kettes 500 m | 1:53,25  | 5.       | 10.      | 1:53,12  | 3.       | 3.       | 1:52,76 | 8.       |

## Kerékpározás

### Országúti kerékpározás
Férfi
| Versenyző                                       | Versenyszám     | Idő               | Helyezés      |
| ----------------------------------------------- | --------------- | ----------------- | ------------- |
| John Herety                                     | Mezőnyverseny   | 4:57:39 (+9:10)   | 21.           |
| Jeff Williams                                   | Mezőnyverseny   | 5:09:06 (+20:37)  | 47.           |
| Neil Martin                                     | Mezőnyverseny   | 5:09:06 (+20:37)  | 49.           |
| Joe Waugh                                       | Mezőnyverseny   | nem ért célba     | nem ért célba |
| Robert Downs Des Fretwell Steve Jones Joe Waugh | Csapat időfutam | 2:07:30,6 (+6:09) | 9.            |

### Pálya-kerékpározás
Sprintverseny
| Versenyző     | Versenyszám  | 1. forduló                | 1. forduló | Vigaszág                | Vigaszág | Döntő                  | Döntő | 2. forduló                   | 2. forduló | Vigaszág                        | Vigaszág | Nyolcaddöntő           | Nyolcaddöntő | Vigaszág               | Vigaszág | Döntő                | Döntő   | Negyeddöntő          | 5–8. helyért           | 5–8. helyért | Elődöntő             | Döntő                | Helyezés |
| Versenyző     | Versenyszám  | Ellenfelek Győztes idő    | Hely       | Ellenfelek Győztes idő  | Hely     | Ellenfelek Győztes idő | Hely  | Ellenfél Győztes idő         | Hely       | Ellenfél Győztes idő            | Hely     | Ellenfelek Győztes idő | Hely         | Ellenfelek Győztes idő | Hely     | Ellenfél Győztes idő | Hely    | Ellenfél Győztes idő | Ellenfelek Győztes idő | Hely         | Ellenfél Győztes idő | Ellenfél Győztes idő | Helyezés |
| ------------- | ------------ | ------------------------- | ---------- | ----------------------- | -------- | ---------------------- | ----- | ---------------------------- | ---------- | ------------------------------- | -------- | ---------------------- | ------------ | ---------------------- | -------- | -------------------- | ------- | -------------------- | ---------------------- | ------------ | -------------------- | -------------------- | -------- |
| Terry Tinsley | Férfi egyéni | Yavé Cahard (FRA) · 10,70 | 2.         | John Musa (ZIM) · 11,62 | 1.       |                        |       | Ottavio Dazzan (ITA) · 11,07 | 2.         | James Joseph (GUY) · idő nélkül |          | kiesett                | kiesett      | kiesett                | kiesett  | kiesett              | kiesett | kiesett              | kiesett                | kiesett      | kiesett              | kiesett              | kiesett  |

Időfutam
| Név           | Versenyszám  | Idő      | Helyezés |
| ------------- | ------------ | -------- | -------- |
| Terry Tinsley | Férfi egyéni | 1:07,542 | 9.       |

Üldözőversenyek
| Versenyző                                           | Versenyszám  | Selejtező | Selejtező | Negyeddöntő                                                                            | Negyeddöntő | Elődöntő     | Elődöntő  | Döntő        | Döntő     | Helyezés |
| Versenyző                                           | Versenyszám  | Idő       | Hely.     | Ellenfél Idő                                                                           | Saját idő   | Ellenfél Idő | Saját idő | Ellenfél Idő | Saját idő | Helyezés |
| --------------------------------------------------- | ------------ | --------- | --------- | -------------------------------------------------------------------------------------- | ----------- | ------------ | --------- | ------------ | --------- | -------- |
| Sean Yates                                          | Férfi egyéni | 4:44,69   | 7.        | Hans-Henrik Ørsted (DEN) · 4:38,42                                                     | 4:41,39     | kiesett      | kiesett   | kiesett      | kiesett   | 6.       |
| Tony Doyle Malcolm Elliott Glen Mitchell Sean Yates | Férfi csapat | 4:19,73   | 5.        | Csehszlovákia (TCH) · Teodor Černý · Martin Penc · Jiří Pokorný · Igor Sláma · 4:18,48 | 4:23,45     | kiesett      | kiesett   | kiesett      | kiesett   | 7.       |

## Műugrás
Férfi
| Versenyző    | Versenyszám        | Selejtező | Selejtező | Döntő   | Döntő    |
| Versenyző    | Versenyszám        | Pont      | Helyezés  | Pont    | Helyezés |
| ------------ | ------------------ | --------- | --------- | ------- | -------- |
| Chris Snode  | Egyéni műugrás     | 557,100   | 5.        | 844,470 | 6.       |
| Chris Snode  | Egyéni toronyugrás | 468,210   | 9.        | kiesett | kiesett  |
| Martyn Brown | Egyéni toronyugrás | 380,910   | 19.       | kiesett | kiesett  |

Női
| Versenyző       | Versenyszám        | Selejtező | Selejtező | Döntő   | Döntő    |
| Versenyző       | Versenyszám        | Pont      | Helyezés  | Pont    | Helyezés |
| --------------- | ------------------ | --------- | --------- | ------- | -------- |
| Alison Drake    | Egyéni műugrás     | 368,010   | 20.       | kiesett | kiesett  |
| Deborah Jay     | Egyéni műugrás     | 362,730   | 22.       | kiesett | kiesett  |
| Marion Saunders | Egyéni toronyugrás | 290,820   | 14.       | kiesett | kiesett  |
| Lindsey Fraser  | Egyéni toronyugrás | 277,080   | 15.       | kiesett | kiesett  |

## Ökölvívás
| Versenyző      | Versenyszám   | Selejtező         | 32-es főtábla                    | Nyolcaddöntő                  | Negyeddöntő                    | Elődöntő                   | Döntő             | Helyezés |
| Versenyző      | Versenyszám   | Ellenfél Eredmény | Ellenfél Eredmény                | Ellenfél Eredmény             | Ellenfél Eredmény              | Ellenfél Eredmény          | Ellenfél Eredmény | Helyezés |
| -------------- | ------------- | ----------------- | -------------------------------- | ----------------------------- | ------------------------------ | -------------------------- | ----------------- | -------- |
| Keith Wallace  | Légsúly       |                   | erőnyerő                         | Daniel Radu (ROU) · 1:4       | kiesett                        | kiesett                    | kiesett           | 9.       |
| Ray Gilbody    | Harmatsúly    | erőnyerő          | José Luís de Almeida (ANG) · 5:0 | Daniel Zaragoza (MEX) · 1:4   | kiesett                        | kiesett                    | kiesett           | 9.       |
| Peter Hanlon   | Pehelysúly    | erőnyerő          | Antonio Esparragoza (VEN) · 4:1  | Viktor Ribakov (URS) · 0:5    | kiesett                        | kiesett                    | kiesett           | 9.       |
| George Gilbody | Könnyűsúly    |                   | erőnyerő                         | Blackson Siukoko (ZAM) · 4:1  | Richard Nowakowski (GDR) · 0:5 | kiesett                    | kiesett           | 5.       |
| Tony Willis    | Kisváltósúly  |                   | Jaime Sodré (BRA) · 5:0          | Shadrach Odhiambo (SWE) · 5:0 | William Lyimo (TAN) · KO       | Patrizio Oliva (ITA) · 0:5 | kiesett           |          |
| Joey Frost     | Váltósúly     |                   | Outsana Dao (LAO) · KO           | Peter Talanti (ZAM) · KO      | Karl-Heinz Krüger (GDR) · 0:5  | kiesett                    | kiesett           | 5.       |
| Nicky Wilshire | Nagyváltósúly |                   | erőnyerő                         | Miodrag Perunović (YUG) · 3:2 | Alekszandr Koskin (URS) · KO   | kiesett                    | kiesett           | 5.       |
| Mark Kaylor    | Középsúly     |                   | erőnyerő                         | Carlos Fonseca (BRA) · 4:1    | Valentin Silaghi (ROU) · 2:3   | kiesett                    | kiesett           | 5.       |
| Andy Straughn  | Félnehézsúly  |                   |                                  | Davit Kvacsadze (URS) · RSC   | kiesett                        | kiesett                    | kiesett           | 9.       |

RSC – a mérkőzésvezető megállította a mérkőzést

## Öttusa
| Versenyző                                     | Versenyszám | Lovaglás | Lovaglás | Lovaglás | Lovaglás | Vívás    | Vívás | Vívás | Lövészet | Lövészet | Lövészet | Úszás    | Úszás | Úszás | Futás   | Futás | Futás | Összesen    | Összesen |
| Versenyző                                     | Versenyszám | Idő      | Bünt.    | Pont     | Hely.    | Eredmény | Pont  | Hely. | Pontszám | Pont     | Hely.    | Idő      | Pont  | Hely. | Idő     | Pont  | Hely. | Összes pont | Helyezés |
| --------------------------------------------- | ----------- | -------- | -------- | -------- | -------- | -------- | ----- | ----- | -------- | -------- | -------- | -------- | ----- | ----- | ------- | ----- | ----- | ----------- | -------- |
| Danny Nightingale                             | Egyéni      | 1:55,2   | 150      | 950      | 39.      | 20–22    | 766   | 21.   | 194      | 1000     | 16.      | 3:27,678 | 1212  | 11.   | 12:55,6 | 1240  | 1.    | 5168        | 15.      |
| Peter Whiteside                               | Egyéni      | 1:55,0   | 90       | 1010     | 26.      | 20–22    | 766   | 21.   | 194      | 1000     | 16.      | 3:25,648 | 1228  | 8.    | 13:48,2 | 1081  | 21.   | 5085        | 21.      |
| Nigel Clark                                   | Egyéni      | 2:02,0   | 114      | 986      | 31.      | 18–24    | 714   | 32.   | 186      | 824      | 40.      | 3:36,327 | 1144  | 23.   | 13:28,3 | 1141  | 12.   | 4809        | 33.      |
| Danny Nightingale Peter Whiteside Nigel Clark | Csapat      |          |          | 2946     | 10.      |          | 2246  | 10.   |          | 2824     | 9.       |          | 3584  | 2.    |         | 3462  | 3.    | 15 062      | 8.       |

## Súlyemelés
| Versenyző           | Versenyszám | Szakítás                 | Szakítás                 | Lökés    | Lökés    | Összesen | Helyezés |
| Versenyző           | Versenyszám | Eredmény                 | Helyezés                 | Eredmény | Helyezés | Összesen | Helyezés |
| ------------------- | ----------- | ------------------------ | ------------------------ | -------- | -------- | -------- | -------- |
| Geoffrey Laws       | 60 kg       | 110,0                    | 11.                      | 135,0    | 12.      | 245,0    | 12.      |
| Jeffrey Bryce       | 60 kg       | érvényes kísérlet nélkül | érvényes kísérlet nélkül | kiesett  | kiesett  | kiesett  | kiesett  |
| Leo Isaac           | 67,5 kg     | 117,5                    | 17.                      | 157,5    | 11.      | 275,0    | 14.      |
| Alan Winterbourne   | 67,5 kg     | 117,5                    | 17.                      | 150,0    | 15.      | 267,5    | 18.      |
| Newton Burrowes     | 75 kg       | 130,0                    | 11.                      | 172,5    | 7.       | 302,5    | 8.       |
| Kevin Welch-Kennedy | 75 kg       | 135,0                    | 9.                       | 160,0    | 12.      | 295,0    | 11.      |
| Stephen Pinsent     | 82,5 kg     | 135,0                    | 15.                      | 170,0    | 13.      | 305,0    | 13.      |
| Gary Langford       | 90 kg       | 150,0                    | 9.                       | 180,0    | 9.       | 330,0    | 9.       |
| John Burns          | 100 kg      | 157,5                    | 11.                      | 180,0    | 12.      | 337,5    | 11.      |
| Andy Drzewiecki     | 110 kg      | 140,0                    | 10.                      | 180,0    | 10.      | 320,0    | 10.      |

## Torna
Férfi
| Versenyző     | Versenyszám      | Selejtező | Selejtező | Döntő    | Döntő    |
| Versenyző     | Versenyszám      | Pontszám  | Helyezés  | Pontszám | Helyezés |
| ------------- | ---------------- | --------- | --------- | -------- | -------- |
| Barry Winch   | Talaj            | 18,35     | 48.       | kiesett  | kiesett  |
| Barry Winch   | Ugrás            | 18,00     | 64.       | kiesett  | kiesett  |
| Barry Winch   | Korlát           | 18,35     | 55.       | kiesett  | kiesett  |
| Barry Winch   | Nyújtó           | 18,35     | 42.       | kiesett  | kiesett  |
| Barry Winch   | Gyűrű            | 18,15     | 53.       | kiesett  | kiesett  |
| Barry Winch   | Lólengés         | 18,55     | 37.       | kiesett  | kiesett  |
| Barry Winch   | Egyéni összetett | 109,75    | 51.       | 111,125  | 30.      |
| Tommy Wilson  | Talaj            | 18,40     | 47.       | kiesett  | kiesett  |
| Tommy Wilson  | Ugrás            | 18,35     | 62.       | kiesett  | kiesett  |
| Tommy Wilson  | Korlát           | 17,40     | 61.       | kiesett  | kiesett  |
| Tommy Wilson  | Nyújtó           | 18,25     | 46.       | kiesett  | kiesett  |
| Tommy Wilson  | Gyűrű            | 18,00     | 56.       | kiesett  | kiesett  |
| Tommy Wilson  | Lólengés         | 18,55     | 37.       | kiesett  | kiesett  |
| Tommy Wilson  | Egyéni összetett | 108,95    | 56.       | 110,375  | 31.      |
| Keith Langley | Talaj            | 18,30     | 51.       | kiesett  | kiesett  |
| Keith Langley | Ugrás            | 19,30     | 25.       | kiesett  | kiesett  |
| Keith Langley | Korlát           | 17,50     | 60.       | kiesett  | kiesett  |
| Keith Langley | Nyújtó           | 18,25     | 46.       | kiesett  | kiesett  |
| Keith Langley | Gyűrű            | 18,10     | 54.       | kiesett  | kiesett  |
| Keith Langley | Lólengés         | 17,70     | 55.       | kiesett  | kiesett  |
| Keith Langley | Egyéni összetett | 109,15    | 54.       | 109,625  | 35.      |

Női
| Versenyző          | Versenyszám      | Selejtező | Selejtező | Döntő    | Döntő    |
| Versenyző          | Versenyszám      | Pontszám  | Helyezés  | Pontszám | Helyezés |
| ------------------ | ---------------- | --------- | --------- | -------- | -------- |
| Denise Jones       | Talaj            | 17,90     | 47.       | kiesett  | kiesett  |
| Denise Jones       | Ugrás            | 18,15     | 49.       | kiesett  | kiesett  |
| Denise Jones       | Felemás korlát   | 18,25     | 45.       | kiesett  | kiesett  |
| Denise Jones       | Gerenda          | 18,55     | 35.       | kiesett  | kiesett  |
| Denise Jones       | Egyéni összetett | 72,85     | 45.       | 72,375   | 23.      |
| Suzanne Dando      | Talaj            | 17,90     | 47.       | kiesett  | kiesett  |
| Suzanne Dando      | Ugrás            | 18,00     | 52.       | kiesett  | kiesett  |
| Suzanne Dando      | Felemás korlát   | 18,05     | 49.       | kiesett  | kiesett  |
| Suzanne Dando      | Gerenda          | 18,10     | 46.       | kiesett  | kiesett  |
| Suzanne Dando      | Egyéni összetett | 72,05     | 48.       | 70,775   | 27.      |
| Susan Cheesebrough | Talaj            | 17,30     | 58.       | kiesett  | kiesett  |
| Susan Cheesebrough | Ugrás            | 17,45     | 57.       | kiesett  | kiesett  |
| Susan Cheesebrough | Felemás korlát   | 17,90     | 53.       | kiesett  | kiesett  |
| Susan Cheesebrough | Gerenda          | 18,50     | 37.       | kiesett  | kiesett  |
| Susan Cheesebrough | Egyéni összetett | 71,15     | 54.       | 70,725   | 28.      |

## Úszás
Férfi
| Versenyző                                                                        | Versenyszám            | Előfutam | Előfutam | Előfutam | Elődöntő | Elődöntő | Elődöntő | Döntő   | Döntő    |
| Versenyző                                                                        | Versenyszám            | Idő      | Hely.    | Össz.    | Idő      | Hely.    | Össz.    | Idő     | Helyezés |
| -------------------------------------------------------------------------------- | ---------------------- | -------- | -------- | -------- | -------- | -------- | -------- | ------- | -------- |
| Mark Taylor                                                                      | 100 m gyors            | 52,65    | 3.       | 18.      | kiesett  | kiesett  | kiesett  | kiesett | kiesett  |
| Martin Smith                                                                     | 100 m gyors            | 51,88    | 2.       | 2.       | 52,41    | 7.       | 13.      | kiesett | kiesett  |
| Martin Smith                                                                     | 200 m gyors            | 1:54,17  | 4.       | 15.      |          |          |          | kiesett | kiesett  |
| Kevin Lee                                                                        | 200 m gyors            | 1:55,63  | 5.       | 26.      |          |          |          | kiesett | kiesett  |
| Andrew Astbury                                                                   | 1500 m gyors           | 15:54,32 | 5.       | 13.      |          |          |          | kiesett | kiesett  |
| Andrew Astbury                                                                   | 400 m gyors            | 4:00,30  | 4.       | 17.      |          |          |          | kiesett | kiesett  |
| Simon Gray                                                                       | 400 m gyors            | 3:57,60  | 4.       | 11.      |          |          |          | kiesett | kiesett  |
| Simon Gray                                                                       | 400 m vegyes           | 4:29,43  | 3.       | 9.       |          |          |          | kiesett | kiesett  |
| Simon Gray                                                                       | 1500 m gyors           | 15:43,17 | 3.       | 11.      |          |          |          | kiesett | kiesett  |
| Gary Abraham                                                                     | 100 m pillangó         | 56,10    | 2.       | 7.       | 55,53    | 3.       | 4.       | 55,42   | 6.       |
| Gary Abraham                                                                     | 100 m hát              | 58,79    | 2.       | 16.      | 57,90    | 3.       | 4.       | 58,38   | 8.       |
| Paul Marshall                                                                    | 100 m hát              | 58,35    | 2.       | 10.      | 58,82    | 8.       | 14.      | kiesett | kiesett  |
| Douglas Campbell                                                                 | 100 m hát              | 58,75    | 4.       | 15.      | 58,61    | 6.       | 13.      | kiesett | kiesett  |
| Douglas Campbell                                                                 | 200 m hát              | 2:04,78  | 2.       | 6.       |          |          |          | 2:04,23 | 7.       |
| Jim Carter                                                                       | 200 m hát              | 2:09,94  | 5.       | 21.      |          |          |          | kiesett | kiesett  |
| Leigh Atkinson                                                                   | 100 m mell             | 1:06,43  | 4.       | 14.      |          |          |          | kiesett | kiesett  |
| Duncan Goodhew                                                                   | 100 m mell             | 1:03,48  | 1.       | 1.       |          |          |          | 1:03,34 |          |
| Duncan Goodhew                                                                   | 200 m mell             | 2:21,25  | 2.       | 6.       |          |          |          | 2:20,92 | 6.       |
| David Lowe                                                                       | 100 m pillangó         | 56,22    | 3.       | 9.       | 55,81    | 5.       | 9.       | kiesett | kiesett  |
| Philip Hubble                                                                    | 100 m pillangó         | 56,30    | 3.       | 10.      | 56,51    | 6.       | 12.      | kiesett | kiesett  |
| Philip Hubble                                                                    | 200 m pillangó         | 2:00,75  | 2.       | 2.       |          |          |          | 2:01,20 |          |
| Peter Morris                                                                     | 200 m pillangó         | 2:02,72  | 1.       | 6.       |          |          |          | 2:02,27 | 4.       |
| Steve Poulter                                                                    | 200 m pillangó         | 2:02,18  | 3.       | 4.       |          |          |          | 2:02,93 | 8.       |
| Steve Poulter                                                                    | 400 m vegyes           | 4:35,21  | 4.       | 16.      |          |          |          | kiesett | kiesett  |
| Douglas Campbell Philip Hubble Martin Smith Andrew Astbury Mark Taylor Kevin Lee | 4 × 200 m gyorsváltó   | 7:37,36  | 4.       | 8.       |          |          |          | 7:30,81 | 6.       |
| Gary Abraham Duncan Goodhew David Lowe Martin Smith Paul Marshall Mark Taylor    | 4 × 100 m vegyes váltó | 3:51,66  | 1.       | 5.       |          |          |          | 3:47,71 |          |

Női
| Versenyző                                                 | Versenyszám            | Előfutam | Előfutam | Előfutam | Döntő   | Döntő    |
| Versenyző                                                 | Versenyszám            | Idő      | Hely.    | Össz.    | Idő     | Helyezés |
| --------------------------------------------------------- | ---------------------- | -------- | -------- | -------- | ------- | -------- |
| June Croft                                                | 100 m gyors            | 57,88    | 2.       | 9.       | kiesett | kiesett  |
| June Croft                                                | 200 m gyors            | 2:03,95  | 2.       | 8.       | 2:03,15 | 6.       |
| Jacquelene Willmott                                       | 200 m gyors            | 2:08,04  | 5.       | 18.      | kiesett | kiesett  |
| Jacquelene Willmott                                       | 100 m gyors            | 58,78    | 3.       | 12.      | kiesett | kiesett  |
| Jacquelene Willmott                                       | 800 m gyors            | 8:50,51  | 5.       | 10.      | kiesett | kiesett  |
| Jacquelene Willmott                                       | 400 m gyors            | 4:22,32  | 5.       | 15.      | kiesett | kiesett  |
| Sharron Davies                                            | 400 m gyors            | 4:19,99  | 4.       | 11.      | kiesett | kiesett  |
| Sharron Davies                                            | 400 m vegyes           | 4:52,38  | 1.       | 6.       | 4:46,83 |          |
| Joy Beasley                                               | 100 m hát              | 1:06,84  | 5.       | 20.      | kiesett | kiesett  |
| Helen Jameson                                             | 100 m hát              | 1:05,56  | 6.       | 17.      | kiesett | kiesett  |
| Helen Jameson                                             | 200 m hát              | 2:17,84  | 4.       | 11.      | kiesett | kiesett  |
| Jane Admans                                               | 200 m hát              | 2:19,20  | 5.       | 12.      | kiesett | kiesett  |
| Suki Brownsdon                                            | 100 m mell             | 1:12,83  | 3.       | 8.       | 1:12,11 | 6.       |
| Maggie Kelly-Hohmann                                      | 100 m mell             | 1:12,38  | 3.       | 6.       | 1:11,48 | 4.       |
| Maggie Kelly-Hohmann                                      | 200 m mell             | 2:37,67  | 3.       | 12.      | kiesett | kiesett  |
| Debbie Rudd                                               | 200 m mell             | 2:36,32  | 3.       | 11.      | kiesett | kiesett  |
| Janet Osgerby                                             | 200 m pillangó         | 2:18,01  | 5.       | 14.      | kiesett | kiesett  |
| Janet Osgerby                                             | 100 m pillangó         | 1:02,84  | 3.       | 7.       | 1:02,90 | 8.       |
| Susan Cooper                                              | 100 m pillangó         | 1:02,95  | 2.       | 9.       | kiesett | kiesett  |
| Ann Osgerby                                               | 100 m pillangó         | 1:01,93  | 2.       | 4.       | 1:02,21 | 4.       |
| Ann Osgerby                                               | 200 m pillangó         | 2:15,17  | 3.       | 6.       | 2:14,83 | 6.       |
| Sarah Kerswell                                            | 400 m vegyes           | 5:03,75  | 3.       | 12.      | kiesett | kiesett  |
| Sharron Davies Kaye Lovatt Jacquelene Willmott June Croft | 4 × 100 m gyorsváltó   | 3:53,08  | 3.       | 4.       | 3:51,71 | 4.       |
| Helen Jameson Maggie Kelly-Hohmann Ann Osgerby June Croft | 4 × 100 m vegyes váltó | 4:16,29  | 1.       | 2.       | 4:12,24 |          |

## Vívás
Férfi
| Versenyző                                                          | Versenyszám       | Selejtező | Selejtező | Selejtező | Selejtező | Főtábla                  | Főtábla                   | Vigaszág                      | Vigaszág          | Vigaszág          | Döntő             | Döntő   | Helyezés |
| Versenyző                                                          | Versenyszám       | 1. kör | 1. kör    | 2. kör | 2. kör    | 1. kör                   | 2. kör                    | 1. kör                        | 2. kör            | 3. kör            | Döntő             | Döntő   | Helyezés |
| Versenyző                                                          | Versenyszám       | Ellenfél Eredmény | Hely.     | Ellenfél Eredmény | Hely.     | Ellenfél Eredmény        | Ellenfél Eredmény         | Ellenfél Eredmény             | Ellenfél Eredmény | Ellenfél Eredmény | Ellenfél Eredmény | Hely.   | Helyezés |
| ------------------------------------------------------------------ | ----------------- | --- | --------- | --- | --------- | ------------------------ | ------------------------- | ----------------------------- | ----------------- | ----------------- | ----------------- | ------- | -------- |
| Pierre Harper                                                      | Tőr, egyéni       | 6. csoport · Guillermo Betancourt (CUB) · 5–3 · Lech Koziejowski (POL) · 1–5 · Klaus Haertter (GDR) · 4–5                                                      | 3.        | 2. csoport · Demény László (HUN) · 5–4 · Stéphane Ganeff (BEL) · 5–2 · Frédéric Pietruszka (FRA) · 3–5 · Lech Koziejowski (POL) · 4–5 · Aljakszandr Ramanykov (URS) · 2–5 | 4.        | Kuki Péter (ROU) · V     |                           | Klaus Kotzmann (GDR) · V      | kiesett           | kiesett           | kiesett           | kiesett | 13.      |
| Rob Bruniges                                                       | Tőr, egyéni       | 2. csoport · Hassan Hamze (LIB) · 5–0 · Jesús Esperanza (ESP) · 5–3 · Aljakszandr Ramanykov (URS) · 5–3 · Greg Benko (AUS) · 3–5                               | 1.        | 1. csoport · Thierry Soumagne (BEL) · 0–5 · Greg Benko (AUS) · 5–2 · Hartmuth Behrens (GDR) · 5–1 · Jaroslav Jurka (TCH) · 0–5 · Kuki Péter (ROU) · 1–5                   | 5.        | kiesett                  | kiesett                   | kiesett                       | kiesett           | kiesett           | kiesett           | kiesett | 19.      |
| Steven Paul                                                        | Párbajtőr, egyéni | 5. csoport · Heikki Hulkkonen (FIN) · 3–5 · Guillermo Betancourt (CUB) · 5–4 · Pethő László (HUN) · 5–2 · Andrzej Lis (POL) · 4–5                              | 3.        | 4. csoport · Stéphane Ganeff (BEL) · 5–3 · Patrick Picot (FRA) · 5–2 · Alekszandr Abusahmetov (URS) · 5–4 · Osztrics István (HUN) · 1–5 · Jaroslav Jurka (TCH) · 2–5      | 4.        | Kolczonay Ernő (HUN) · V |                           | Alekszandr Mozsajev (URS) · V | kiesett           | kiesett           | kiesett           | kiesett | 13.      |
| John Llewellyn                                                     | Párbajtőr, egyéni | 7. csoport · Dany Haddad (LIB) · 5–1 · Mohamed Al-Thuwani (KUW) · 5–0 · Leszek Swornowski (POL) · 5–5 · Pongrácz Antal (ROU) · 5–3 · Patrick Picot (FRA) · 3–5 | 3.        | 1. csoport · Pongrácz Antal (ROU) · 3–5 · Alekszandr Mozsajev (URS) · 3–5 · Stefano Bellone (ITA) · 4–5 · Kolczonay Ernő (HUN) · 2–5 · Hans Jacobson (SWE) · 2–5          | 6.        | kiesett                  | kiesett                   | kiesett                       | kiesett           | kiesett           | kiesett           | kiesett | 24.      |
| Neal Mallett                                                       | Párbajtőr, egyéni | 4. csoport · Angelo Mazzoni (ITA) · 5–5 · Alekszandr Mozsajev (URS) · 4–5 · Efigenio Favier (CUB) · 4–5 · Jaroslav Jurka (TCH) · 2–5                           | 5.        | kiesett | kiesett   | kiesett                  | kiesett                   | kiesett                       | kiesett           | kiesett           | kiesett           | kiesett | 32.      |
| Mark Slade                                                         | Kard, egyéni      | 2. csoport · Rüdiger Müller (GDR) · 5–4 · Jean-François Lamour (FRA) · 5–3 · Jesús Ortíz (CUB) · 1–5 · Volodimir Nazlimov (URS) · 3–5                          | 4.        | 3. csoport · Mario Aldo Montano (ITA) · 0–5 · Andrzej Kostrzewa (POL) · 1–5 · Cornel Marin (ROU) · 1–5 · Gedővári Imre (HUN) · 3–5 · Viktor Krovopuszkov (URS) · 4–5      | 6.        | kiesett                  | kiesett                   | kiesett                       | kiesett           | kiesett           | kiesett           | kiesett | 24.      |
| John Llewellyn Steven Paul Rob Bruniges Pierre Harper Neal Mallett | Tőr, csapat       | 1. csoport · Szovjetunió (URS) · 3–13 · Románia (ROU) · 4–12                                                                                                   | 3.        | |           | kiesett                  | kiesett                   |                               |                   |                   | kiesett           | kiesett | 8.       |
| Steven Paul John Llewellyn Neal Mallett Rob Bruniges               | Párbajtőr, csapat | 1. csoport · Svédország (SWE) · 3–8 | 2.        | |           | Szovjetunió (URS) · 2–9  | Csehszlovákia (TCH) · 4–9 |                               |                   |                   | kiesett           | kiesett | 7.       |

Női
| Versenyző                                                                          | Versenyszám | Selejtező | Selejtező | Selejtező | Selejtező | Főtábla           | Főtábla           | Vigaszág          | Vigaszág          | Vigaszág          | Döntő             | Döntő   | Helyezés |
| Versenyző                                                                          | Versenyszám | 1. kör | 1. kör    | 2. kör | 2. kör    | 1. kör            | 2. kör            | 1. kör            | 2. kör            | 3. kör            | Döntő             | Döntő   | Helyezés |
| Versenyző                                                                          | Versenyszám | Ellenfél Eredmény | Hely.     | Ellenfél Eredmény | Hely.     | Ellenfél Eredmény | Ellenfél Eredmény | Ellenfél Eredmény | Ellenfél Eredmény | Ellenfél Eredmény | Ellenfél Eredmény | Hely.   | Helyezés |
| ---------------------------------------------------------------------------------- | ----------- | --- | --------- | --- | --------- | ----------------- | ----------------- | ----------------- | ----------------- | ----------------- | ----------------- | ------- | -------- |
| Ann Brannon                                                                        | Tőr, egyéni | 1. csoport · Valentyina Szidorova (URS) · 5–0 · Kerstin Palm (SWE) · 3–5 · Margarita Rodríguez (CUB) · 4–5 · Marcela Moldovan-Zsak (ROU) · 0–5                             | 4.        | 4. csoport · Sabine Hertrampf (GDR) · 5–4 · Tordasi Ildikó (HUN) · 5–3 · Ecaterina Stahl-Iencic (ROU) · 1–5 · Dorina Vaccaroni (ITA) · 1–5 · Pascale Trinquet-Hachin (FRA) · 1–5 | 5.        | kiesett           | kiesett           | kiesett           | kiesett           | kiesett           | kiesett           | kiesett | 18.      |
| Linda Ann Martin                                                                   | Tőr, egyéni | 5. csoport · Stefanek Gertrúd (HUN) · 5–3 · Gabriele Janke (GDR) · 4–5 · Mitzi Ferguson (AUS) · 3–5 · Véronique Brouquier (FRA) · 1–5 · Ecaterina Stahl-Iencic (ROU) · 2–5 | 6.        | kiesett | kiesett   | kiesett           | kiesett           | kiesett           | kiesett           | kiesett           | kiesett           | kiesett | 31.      |
| Susan Wrigglesworth                                                                | Tőr, egyéni | 6. csoport · Max Madsen (DEN) · 5–4 · Mandy Niklaus (GDR) · 1–5 · Anna Rita Sparaciari (ITA) · 2–5 · Pascale Trinquet-Hachin (FRA) · 4–5 · Maros Magda (HUN) · 1–5         | 6.        | kiesett | kiesett   | kiesett           | kiesett           | kiesett           | kiesett           | kiesett           | kiesett           | kiesett | 33.      |
| Susan Wrigglesworth Ann Brannon Wendy Ager-Grant Linda Ann Martin Hilary Cawthorne | Tőr, csapat | 3. csoport · Lengyelország (POL) · 4–12 · Magyarország (HUN) · 8 (61)–8 (58)                                                                                               | 3.        | |           | kiesett           | kiesett           |                   |                   |                   | kiesett           | kiesett | 7.       |